# 金東炫 (Golden Child 成員)
金東炫（韓語：Kim Dong Hyun，1999年2月23日—），韓國男子團體Golden Child成員，隊內擔當為副唱、主舞。所屬公司為Woollim娛樂。

## 簡介
1999年2月23日出生於首爾特別市，雙魚座，A型。
家族成員：爸爸、媽媽、弟弟김민찬（金民燦，音譯）、寵物犬다디（DaDi）。

## 特別事項
- 在團體裡的號碼為80，因為想長高到180公分。代表符號為🐜
- 約國小畢業時透過試鏡進入Woollim娛樂當練習生，試鏡時演唱歌曲為NAVI的〈길에서(On The Road)〉。
- 出道前曾以W Project的名義與大烈與在錫一起參與舞蹈影片。[參⁠ 1]
- 擁有即使變聲期結束依舊清雅且少年感十足的嗓音。Lovelyz 智愛曾提及練習生時期東炫因為歌唱得很好而被稱做歌唱神童，大烈則是表示東炫的音感非常好。
- 最初的定位為Vocal，因為變聲期的關係轉換跑道為舞蹈。舞蹈線條乾淨俐落，動作也十分準確。[參⁠ 2][參⁠ 3][參⁠ 4]
- 與Oh My Girl成員Arin、NCT成員Mark、gu9udan成員美娜、ONF前成員Laun、ROMEO成員江珉為高中同班同學。[參⁠ 5]
- 接受訪問時曾表示對奇異果過敏[註⁠ 4][參⁠ 6]。
- MBTI測試結果為ISFJ[參⁠ 7]。

## 作品

### 音樂
所屬團體之共同作品，請參閱 Golden Child。

#### THE LIVE
| 年份   | 日期    | 翻唱歌曲名稱                          | 原唱歌手 | 原作收錄專輯       |
| ------ | ------- | ------------------------------------- | -------- | ------------------ |
| 2019年 | 10月1日 | 안녕 (So long) （页面存档备份，存于） | Paul Kim | 《德魯納酒店 OST》 |
| 2021年 | 2月25日 | Available （页面存档备份，存于）      | 小賈斯汀 | 《我的改變》       |

### 音樂劇
| 年份   | 日期            | 作品名稱                 | 角色         | 公演地點               | 備註         |
| ------ | --------------- | ------------------------ | ------------ | ---------------------- | ------------ |
| 2023年 | 5月13日~7月23日 | Show Musical: Dream High | 宋森動(青年) | 光林藝術中心 BBCH Hall | 音樂劇出道作 |

## 注解
1. ↑  成員長埈最先使用，而後粉絲也都會以此稱呼。
2. ↑  四位1999年出生的成員中，年齡順序第三。
3. ↑  2004年生，並於2020年4月1日VLIVE直播時，成員長埈提及生日為4月1日。
4. ↑  接受OSEN訪問，於2020年2月10日公開的影片中提及。
5. ↑   註:

## 外部連結
- 김동현(골든차일드) namuwiki （页面存档备份，存于） 
- woollim娛樂官方網站